# Allo specchio
Allo Specchio è il 27º album in studio dei Nomadi, pubblicato nel 2009.

## Descrizione
La pubblicazione dell'album è stata preceduta il 20 marzo dal singolo Lo specchio ti riflette (El espejo te delata), un duetto con Jarabe De Palo in un arrangiamento latineggiante con parte del testo in spagnolo curato dallo stesso Pau Donés.
A seguito dell'uscita dell'album sono stati tenuti tre concerti ad hoc per la presentazione del disco, rispettivamente a
Milano il 6 aprile al teatro Ventaglio Smeraldo; a
Roma il 7 aprile al teatro Tendastrisce;
a Firenze il 19 aprile al teatro Saschall.
Nelle date di Milano e Roma non passa inosservata la presenza di Jarabe De Palo che oltre a duettare su Lo specchio ti riflette (El espejo te delata) rispolvera La flaca e Depende.
Fino alla fine del mese di ottobre 2010, la bonus track Due re senza corona era ottenibile solamente acquistando e scaricando l'album da iTunes, in quanto non presente nelle copie stampate. Venne inserita un anno più tardi nel cd Raccontiraccolti.
La copertina del cd è una rielaborazione grafica di un'opera di Elena Bombardelli scelta direttamente da Daniele Campani.
Il brano Senza nome è scritto in memoria di Giovanni Pezzulo, maresciallo dell'Esercito Italiano ucciso a Rubdar in Afghanistan durante una missione di pace nel 2008 e amico della band emiliana.

## Tracce
1. Lo specchio ti riflette (El espejo te delata) (feat. Jarabe de Palo) – 3:29 (testo: Daniele Campani e Pompilio Turtoro – musica: Pompilio Turtoro e Giuseppe Carletti)
2. La dimensione – 4:31 (testo: Massimo Vecchi e Lorella Cerquetti – musica: Andrea Mei e Giuseppe Carletti)
3. Prenditi un po' di te – 3:58 (testo: Marzia Vattai e Massimo Vecchi – musica: Marzia Vattai e Giuseppe Carletti)
4. In questo silenzio – 3:50 (testo: Massimo Vecchi e Lorella Cerquetti – musica: Andrea Mei e Giuseppe Carletti)
5. Qui – 4:05 (testo: Sergio Reggioli e Marco Petrucci – musica: Marco Petrucci e Giuseppe Carletti)
6. La vita è mia – 4:05 (testo: Michele Arveda, Giuseppe Carletti e Calogero Falzone – musica: Stefano Tagliatti, Greta Martellieri e Sergio Reggioli)
7. Senza nome – 4:05 (testo: Danilo Sacco e Massimo Vecchi – musica: Massimo Vecchi e Giuseppe Carletti)
8. Non so io ma tu – 4:15 (testo: Danilo Sacco, Giuseppe Carletti e Michele Arveda – musica: Massimo Greghi, Iarin Munari e Calogero Falzone)
9. Il ballo della sedia – 3:58 (testo: Danilo Sacco e Massimo Vecchi – musica: Danilo Sacco e Giuseppe Carletti)
10. Il nulla – 4:07 (testo: Danilo Sacco e Daniele Campani – musica: Daniele Campani e Giuseppe Carletti)
11. Lo specchio ti riflette – 3:29 (testo: Daniele Campani e Pompilio Turtoro – musica: Pompilio Turtoro e Giuseppe Carletti)

## Formazione
Gruppo
- Danilo Sacco – voce, chitarra
- Beppe Carletti – tastiere
- Cico Falzone – chitarra
- Massimo Vecchi – basso, voce
- Daniele Campani – batteria
- Sergio Reggioli – violino

Altri musicisti
- Pau Donés – voce su Lo specchio ti riflette (El espejo te delata)
- Carlotta Cortesi, Giordano Gambogi – cori

## Classifiche
| Classifica | Posizione |
| ---------- | --------- |
| Italia     | 3         |